# Henri Dufaux

Henri (links) und Armand Dufaux, 1905

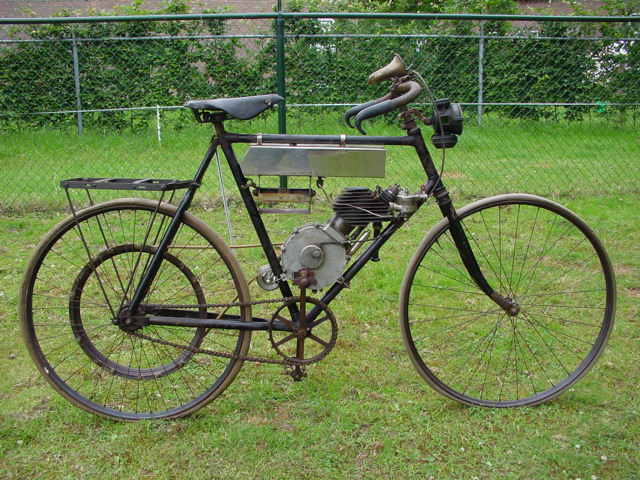
Ein Herrenfahrrad mit dem Motosacoche-Hilfsmotor

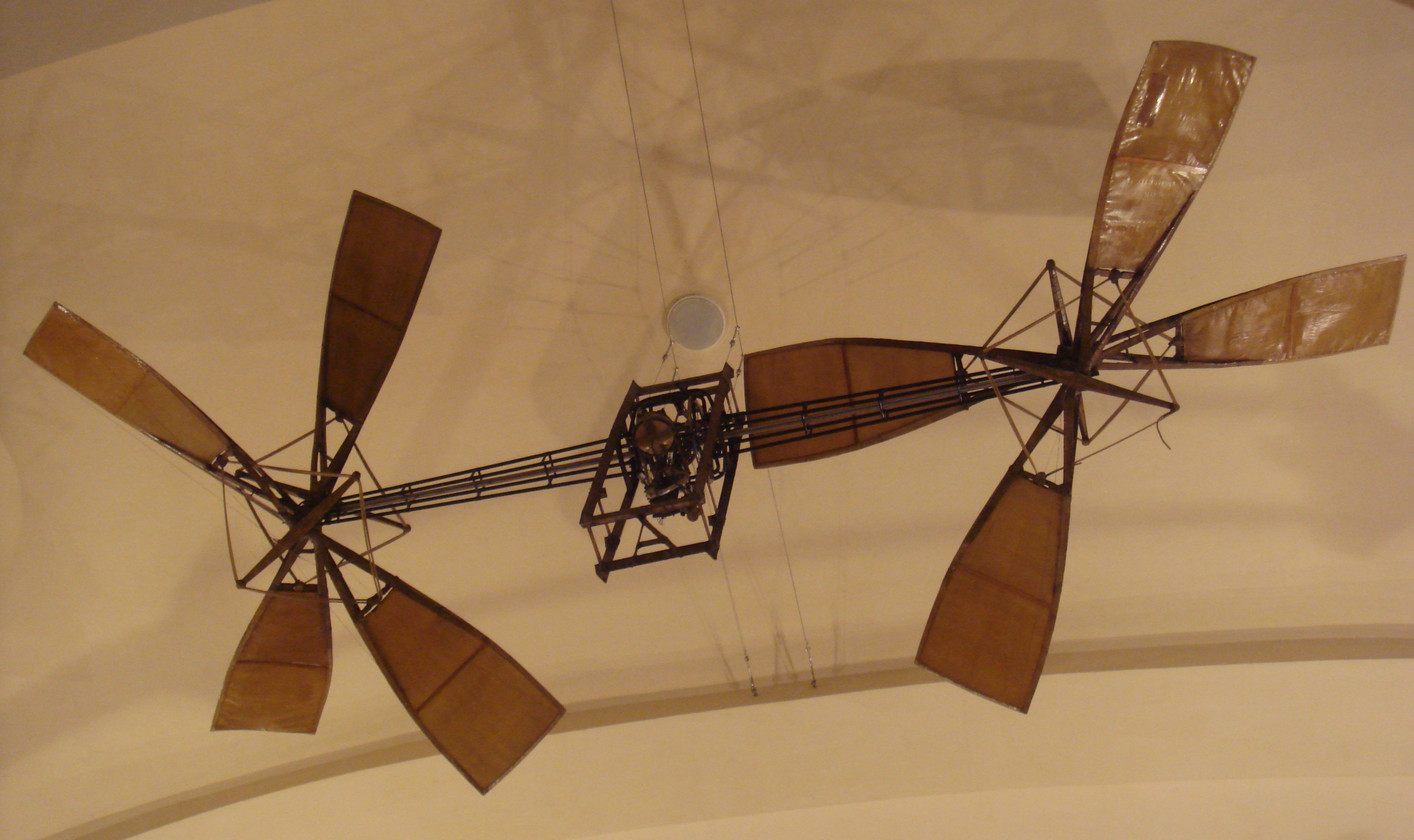
Der Dufaux-Helikopter im Musée des arts et métiers in Paris

Henri Dufaux (* 18. September 1879 in Chens-sur-Léman, Frankreich; † 25. Dezember 1980 in Genf, Schweiz) war ein französisch-schweizerischer Luftfahrtpionier, Erfinder, Maler und Politiker.

## Leben und Werk
Henri Dufaux, sein Bruder Armand und seine jüngere Schwester wuchsen als Kinder von Noémie de Rochefort-Luçay (1856–1943) und des Malers und Bildhauers Frédéric Dufaux (1852–1943) in Paris und Genf auf.
Henri nahm Zeichenunterricht bei Barthélemy Menn. Sein künstlerisches Schaffen führte ihn unter anderem nach Florenz und Paris. 1898 konstruierte er zusammen mit seinem Bruder Armand Dufaux einen Fahrradmotor (Motosacoche), den er fortan mit dem Familienunternehmen H. & A. Dufaux fils (HADF) fabrizierte.
In der von ihnen gegründeten Motosacoche SA Dufaux & Cie entwickelten sie ab 1902 einen Kipprotor (convertible). Wiederum gemeinsam konstruierten sie einen Helikopter, der am 24. Februar 1904 zum Patent angemeldet und am 14. April 1905 erstmals öffentlich vorgeführt wurde. Vom Flugzeugbau waren beide Brüder gleichermassen fasziniert: Die «Dufaux 1» war ein 17 Kilogramm schwerer Hubschrauber, das Modell 2, ein Flugzeug, blieb mit seinen acht Flügeln flugunfähig, und die «Dufaux 3» stürzte beim Erstflug ab.
Nachdem Armand Dufaux mit der Dufaux 4 am 28. August 1910 den Genfersee auf seiner gesamten Länge überflogen und den Weltrekord von Louis Blériot deutlich übertroffen hatte, weckten die Gebrüder Dufaux nicht nur bei Flugenthusiasten mit ihrer Konstruktion grosses Interesse. Den verbesserten Doppeldecker Dufaux 5 führte Ernest Failloubaz vom 4. bis zum 6. September 1911 der Schweizerischen Armee vor, indem er mit seinem Freund Gustave Lecoultre als Beobachter an den Manövern des 1. Armeekorps Aufklärungseinsätze teilnahm. Trotz einer Bruchlandung am letzten Tag des dreitägigen Einsatzes markieren diese Flüge den Beginn der schweizerischen Militärluftfahrt. «Die Gebrüder Dufaux können in Anspruch nehmen, den Motorflug in der Schweiz vom Stadium des Experimentierens, der Theorie, in die Praxis hinüber gebracht zu haben.»
Ab 1913 konzentrierte sich Henri Dufaux wieder vermehrt auf die Malerei.